# Kewet Buddy
Der Kewet Buddy ist ein von dem norwegischen Unternehmen Buddy Electric hergestelltes dreitüriges Elektro-Leicht-Fahrzeug oder Elektroauto mit EU-Homologation. Nach der Insolvenz der dänisch/deutschen Vorgängerfirma Kewet Industri 1998 und dem Umzug nach Norwegen wurde das Fahrzeug aus dem Kewet 'EL Jet' (Typ 1 bis 5) weiterentwickelt und der mitgekaufte Name in Kewet 'Buddy' geändert. Seit Januar 2010 ist der Kewet Buddy erhältlich. Kewet 'Buddy Cab' bezeichnet eine Variante mit Faltdach.

## Besonderheiten
- Das Fahrzeug hat einen feuerverzinkten Stahlrohrrahmen und eine Polyesterkarosserie mit ABS-Teilen.
- Das Fahrzeug bietet durch eine breite Sitzbank drei Personen Platz. Voraussetzung dafür ist das Vorhandensein von drei separaten Sicherheitsgurten.
- Beim Bremsen wird ein Teil der Bewegungsenergie in elektrischen Strom umgewandelt und den Akkumulatoren zugeführt (Rekuperation).
- Es können verschiedene Akkumulatorenarten bestellt bzw. eingebaut werden.

## Technische Daten
Die Höchstgeschwindigkeit des Fahrzeugs beträgt 80 km/h, die Reichweite liegt bei der Verwendung von Bleiakkumulatoren bei bis zu 80 km und mit Nickel-Metallhydrid bei bis zu 120 km. Der Stromverbrauch liegt bei ca. 10 -17 kWh/100 km; das entspricht umgerechnet etwa 0,8 – 1,5 Litern Benzin.

## Vertrieb
Nach erneuten Konkurs im Jahr 2012 wurde die Produktion in kleiner Stückzahl 2013 wieder aufgenommen. In Deutschland kein Vertrieb (Stand 2013). Ein Neufahrzeug kann nur direkt beim Hersteller Buddy Electric AS in Oslo gekauft werden.